# Pilkhuwa
Pilkhuwa is een stad en gemeente in het district Hapur van de Indiase staat Uttar Pradesh.

## Demografie
Volgens de Indiase volkstelling van 2001 wonen er 67.191 mensen in Pilkhuwa, waarvan 53% mannelijk en 47% vrouwelijk is. De plaats heeft een alfabetiseringsgraad van 62%.